# بولا بن غوريون

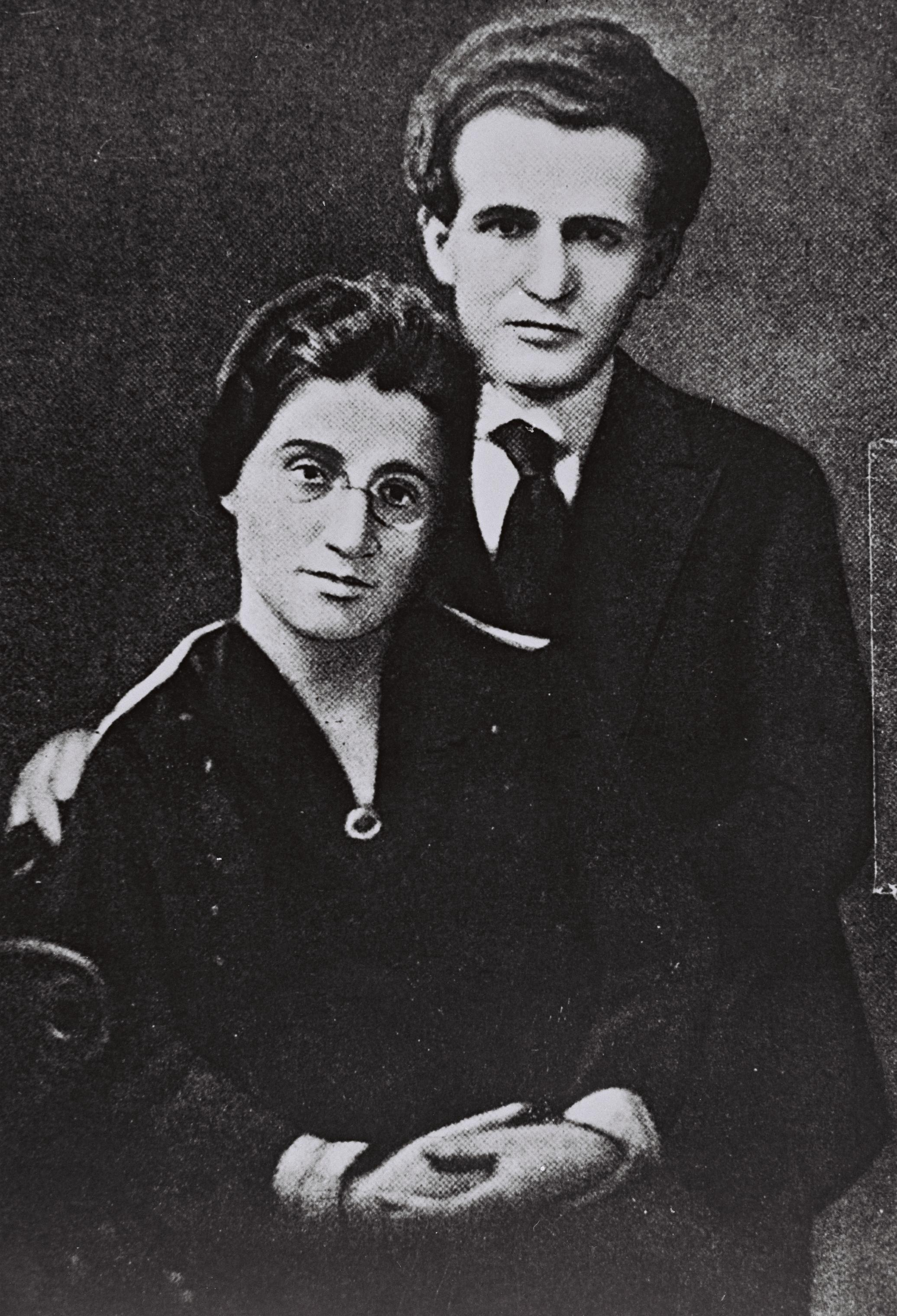
بولا مونفيس وديفيد بن غوريون عام 1918

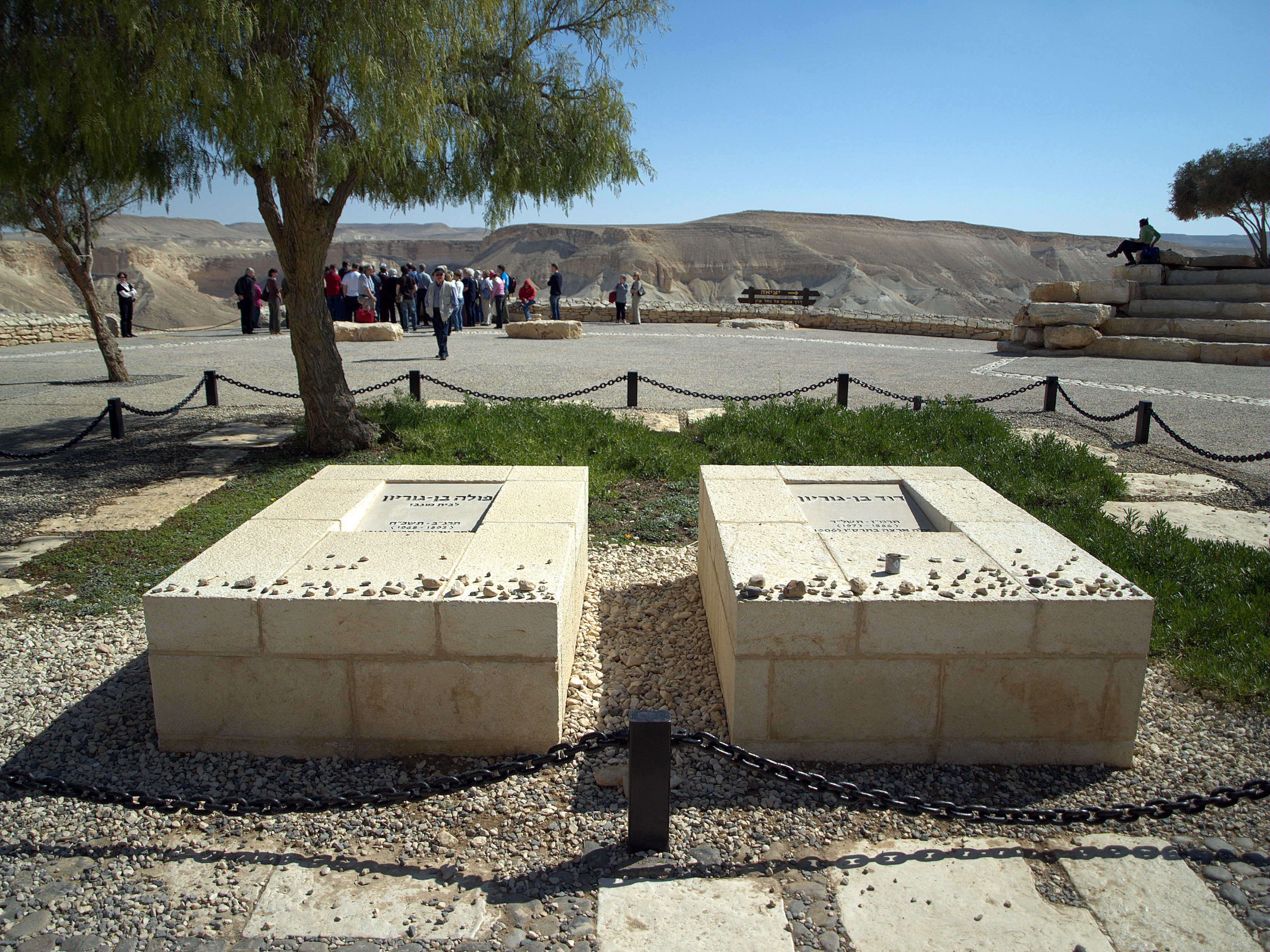
قبر بولا بن غوريون، إلى جانب قبر زوجها، في مدريشت بن غوريون، إسرائيل

بولا بن غوريون (مولودة بلقب «مونفيس» Munweis) (بالعبرية: פולה בן גוריון‏) (أبريل 1892 – 29 يناير 1968) كانت زوجة دافيد بن غوريون، أول رئيس وزراء لدولة إسرائيل.

## حياتها
ولدت بولا مونفيس في مدينة مينسك، التي كانت آنذاك خاضعة لسيطرة الإمبراطورية الروسية، وهي ابنة صموئيل مونفيس وبيرتا بلوخ. وهاجرت إلى نيويورك في مراهقتها. وقد حدد تعداد الولايات المتحدة لعام 1910 تاريخ ميلادها في عام 1890. وتلقت تدريباً كممرضة في مستشفى بيت إسرائيل في نيوارك بولاية نيو جيرسي وعملت في عيادة لأمراض النساء في نيويورك.  والتقى بها ديفيد بن غوريون في منزل رب علمها الدكتور صموئيل إلسبرغ الذي كان من داعمي حركة «بوعالي صهيون» (وهي حركة عمالية لليهود الماركسيين) في صيف عام 1915. وتحدثا باللغة اليديشية لأن لغة بن غوريون الإنجليزية كانت فقيرة ولا تستطيع بولا التحدث بالعبرية.  وتزوجا عام 1917 في دار البلدية بمدينة نيويورك.
وفي العام التالي، تم تجنيد بن غوريون كجندي في الفيلق اليهودي الجديد الذي أنشأه الجيش البريطاني للمشاركة في الحرب العالمية الأولى. وترك باولا حاملًا في شهرها الثالث. ولم يلتقيا مرة أخرى حتى وصلت مع ابنتهما غيولا البالغة من العمر سنة واحدة إلى يافا بعد 18 شهرًا.  وكانت بولا في الأصل ضد فكرة الذهاب إلى إسرائيل، حيث كان اعتناقها للأفكار الفوضوية واللاسلطوية يجعلها معارضة لكل من الصهيونية وبناء الدولة. وحين كانت بولا تتذكر تلك الفترة كانت تقول إنها لم تكن صهيونية، ولم يكن لديها سوى القليل من الشعور اليهودي، وكانت أمريكية، وكانت فوضوية. ولم تكن مهتمة بإسرائيل. «أمريكا أفضل، لماذا نحتاج أرض إسرائيل؟»  وأنجب الزوجان ثلاثة أطفال، غيولا وعاموس ورينانا. وطوال فترة زواجهما، كان عليها أن تتحمل فترات غياب بن غوريون الطويلة في الخارج والشكوك المتكررة المبررة في بعض الأحيان، حول علاقاته الجنسية مع نساء أخريات. 

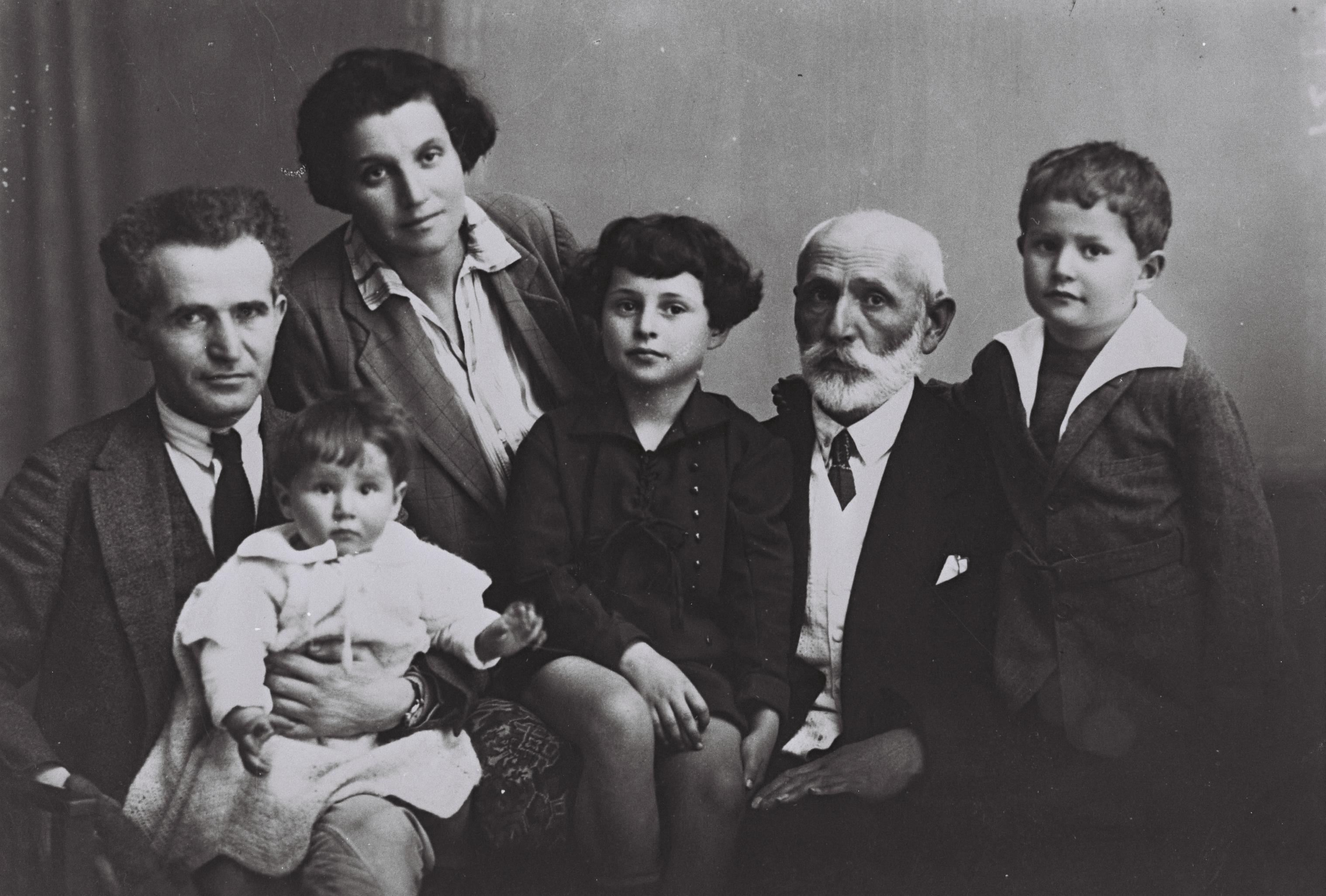
بولا بن غوريون والأسرة، 1929

كانت معروفة بلسانها اللاذع. وكانت تتقن لغات عدة منها اللغة اليديشية والإنجليزية والعبرية. ووصفت بأنها امرأة مشاكسة وقوية الشخصية، ولم يكن لديها أي مانع من مطالبة زوجها بغسل الأطباق. ولم تكن تتفهم أبدا اهتمام زوجها باليوغا وعندما يأتي معلمه الشهير موشيه فيلدينكرايس كانت تقول: «هنا يأتي السيد هوكاس بوكاس».
توفيت بولا في عام 1968 ودفنت مع زوجها في مدريشت بن غوريون (كلية بن غوريون) في صحراء النقب في إسرائيل.
في عام 1958، نشر ديفيد بن غوريون رسائله لها في كتاب نشر بعنوان «رسائل إلى بولا والأطفال».

## إرثها وتكريمها
سميت العديد من المدارس والمؤسسات في إسرائيل باسمها. ومن المشهورين من ذريتها ليزلي مونفيس، الرئيس السابق والمدير التنفيذي السابق لتلفزيون سي بي إس، وهو حفيد أخيها. 